# Satz von Lagrange
Der Satz von Lagrange ist ein mathematischer Satz der Gruppentheorie. Er besagt in seiner einfachsten Form, dass die Mächtigkeit (oder Ordnung) jeder Untergruppe einer endlichen Gruppe deren Mächtigkeit teilt. Er wurde nach dem italienischen Mathematiker Joseph-Louis Lagrange benannt.

## Aussage
Es seien {\displaystyle G} eine endliche Gruppe, {\displaystyle H} eine Untergruppe von {\displaystyle G}, {\displaystyle \left[G\colon H\right]} der Index von {\displaystyle H} in {\displaystyle G}, also die Anzahl der Nebenklassen von {\displaystyle H} in {\displaystyle G}, und die Gruppenordnung werde mit {\displaystyle |H|} bezeichnet.
Dann gilt
{\displaystyle \left|G\right|=[G:H]\cdot |H|}.
Insbesondere sind für {\displaystyle |G|<\infty } sowohl {\displaystyle |H|} als auch {\displaystyle [G:H]} Teiler von {\displaystyle |G|}.

## Beweis des Satzes
Betrachte für jedes {\displaystyle g\in G} die Linksnebenklasse {\displaystyle gH=\{gh\mid h\in H\}}.
Es ist {\displaystyle h\mapsto gh} eine Bijektion zwischen {\displaystyle H} und {\displaystyle gH}, denn die Abbildung ist aufgrund der Definition einer Linksnebenklasse surjektiv und nach der Kürzungsregel {\displaystyle gh_{1}=gh_{2}\Rightarrow h_{1}=h_{2}} auch injektiv. Somit haben alle  Linksnebenklassen die gleiche Mächtigkeit wie die Untergruppe {\displaystyle |H|}.
Da die Nebenklassen als Äquivalenzklassen der Äquivalenzrelation {\displaystyle a\sim b\Leftrightarrow a^{-1}b\in H} definiert werden können, liefern sie eine Partition von {\displaystyle G}. Da jede Nebenklasse genau  {\displaystyle |H|} Elemente hat und die Anzahl der Nebenklassen gleich {\displaystyle \left[G:H\right]} ist, folgt
{\displaystyle \left|G\right|=\left[G:H\right]\cdot \left|H\right|}
was zu beweisen war.

## Folgerungen
Da die Ordnung eines Gruppenelementes gerade die Ordnung der Untergruppe ist, die von diesem Element erzeugt wird, folgt aus dem Satz von Lagrange unmittelbar, dass die Ordnung eines Gruppenelementes stets die Ordnung der Gruppe teilt.
Aus diesem Resultat erhält man direkt den kleinen fermatschen Satz aus der Zahlentheorie und als weitere Verallgemeinerung den Satz von Euler.
Endliche Gruppen, deren Gruppenordnung eine Primzahl ist, sind nach dem Satz von Lagrange zyklisch und einfach. Da die Gruppenordnung eine Primzahl ist, kann es nämlich nach dem Satz von Lagrange nur die trivialen Untergruppen geben und somit erzeugt jedes nicht neutrale Element bereits die ganze Gruppe und es gibt nur die trivialen Normalteiler.

## Verallgemeinerung
Sei {\displaystyle G} eine Gruppe, {\displaystyle U\leq V\leq G} Untergruppen. Dann erhält man mit zweimaliger Anwendung des Satzes von Lagrange
{\displaystyle \left[G:U\right]=\left[G:V\right]\cdot \left[V:U\right]}
Wählt man {\displaystyle U=\left\{e\right\}} so erhält man daraus wieder den Satz von Lagrange.

## Untergruppen zu gegebener Ordnung
Mit dem Satz von Lagrange hat man für endliche Gruppen ein notwendiges Kriterium für die Existenz einer Untergruppe zu einer bestimmten Ordnung. Das Kriterium ist allerdings nicht hinreichend, das heißt im Allgemeinen gibt es für endliche Gruppen nicht zu jedem Teiler der Gruppenordnung auch eine Untergruppe, welche diese Ordnung hat. Die kleinste Gruppe, welche dies verdeutlicht, ist die Gruppe  {\displaystyle A_{4}}. {\displaystyle A_{4}} hat {\displaystyle 12} Elemente, aber keine Untergruppe der Ordnung {\displaystyle 6}.
Dennoch gibt es bestimmte Gruppen, welche zu jedem Teiler der Gruppenordnung auch eine Untergruppe dieser Ordnung besitzen. Ein Beispiel sind die zyklischen Gruppen. Es gibt auch Sätze, welche die Existenz von Untergruppen bestimmter Ordnungen garantieren. Ein Beispiel hierfür sind die Sylow-Sätze.